# Síndrome de microdeleción 2q33.1
El síndrome de microdeleción 2q33.1 es una enfermedad genética causada por una anormalidad cromosómica que se caracteriza por discapacidades intelectuales, retrasos del desarrollo y del habla moderados a severos, dificultades de alimentación, hipotonía, cabello fino y espacioso, anormalidades dentales, paladar partido/alto, dismorfismos faciales, altura baja y problemas del aprendizaje y comportamiento.

## Presentación
Las personas con este síndrome presentan los siguientes síntomas:
- Paladar hendido o alto (aunque cual aparece depende del tamaño de la microdeleción)
- Hiperlaxitud
- Retrasos del desarrollo y habla
- Problemas del comportamiento
- Retrasos del crecimiento

## Causas
Este síndrome es causado por una deleción pequeña del brazo largo del cromosoma 2